# Зенкей
Зенке́й (рос. Зенкей) — присілок у складі Селтинського району Удмуртії, Росія.

## Населення
Населення — 17 осіб (2010; 26в 2002).
Національний склад станом на 2002 рік:
- росіяни — 69 %

## Урбаноніми[3]
- вулиці — Берегова